# Philly Kid
Philly Kid (The Philly Kid) è un film del 2012 diretto da Jason Connery.

## Trama
Un ex-campione di lotta NCAA, viene rilasciato sulla parola dopo dieci anni di carcere. Tornato alla vita normale, deve salvare la vita di un amico partecipando ad une serie di combattimenti nella gabbia, e con la complicità di agenti di polizia corrotti, dovrà perdere un incontro, cosa che lui non ha mai fatto.

## Produzione
Il budget del film è di circa 5 milioni di dollari.
Le riprese del film vengono effettuate nella città di New Orleans, in Louisiana (Stati Uniti d'America).

## Distribuzione
Il film viene distribuito nelle sale cinematografiche statunitensi, in numero di copie limitate, a partire dall'11 maggio 2012, mentre nel resto del mondo viene distribuito direttamente sul mercato direct-to-video.

### Divieto
Il film viene vietato ai minori di 18 anni negli Stati Uniti d'America ed in Corea del Sud, ai minori di 15 anni invece in Australia, Gran Bretagna, Irlanda e Paesi Bassi, a causa della presenza di violenza e linguaggio scurrile.